# U-21-Handball-Weltmeisterschaft 2025
Die 25. U-21-Handball-Weltmeisterschaft der Männer 2025 wurde vom 18. bis 29. Juni 2025 in Polen stattfinden. Der Veranstalter war die Internationale Handballföderation (IHF). Teilnehmen konnten Spieler der Jahrgänge 2004 und jünger. Weltmeister wurde Dänemark.

## Vergabe
Die Internationale Handballföderation (IHF) vergab das Turnier am 28. Februar 2020 bei ihrem Treffen in der ägyptischen Hauptstadt Kairo an den polnischen Verband. Der Organisator ist der polnische Handballverband Związek Piłki Ręcznej w Polsce (ZPRP). Für Polen ist es die erste U-21-Handball-Weltmeisterschaft der Männer.
Neben Polen bewarben sich auch Nordmazedonien und die Slowakei, die sich später aber zurückzogen.

## Qualifikation
| Qualifikations-Wettbewerb                                    | Gastgeber          | Datum                          | Mannschaften | Anzahl Teams |
| ------------------------------------------------------------ | ------------------ | ------------------------------ | --- | ------------ |
| Gastgeberland                                                |                    |                                | Polen | 1            |
| U20-Europameisterschaft 2024                                 | Slowenien, Celje   | 10.–21. Juli 2024              | Spanien Portugal Dänemark Deutschland Schweden Österreich Island Norwegen Nordmazedonien Frankreich Kroatien Ungarn Serbien Slowenien Rumänien Schweiz | 16           |
| Asiatische Junioren-Meisterschaft 2024                       | Jordanien, Amman   | 14.–25. Juli 2024              | Japan Südkorea Bahrain Saudi-Arabien | 4            |
| Afrikanische Junioren-Meisterschaft 2024                     | Tunesien, Mahdia   | 9.–16. September 2024          | Ägypten Tunesien Algerien Marokko | 4            |
| Süd- und mittelamerikanische Junioren-Meisterschaft 2024     | Nicaragua, Managua | 29. Oktober – 2. November 2024 | Argentinien Brasilien Uruguay | 3            |
| Nordamerikanische und karibische Junioren-Meisterschaft 2024 | Mexiko             | 4. – 8. Dezember 2024          | Mexiko Kanada | 2            |
| IHF Trophy Intercontinental 2025                             | Kosovo             | 12. – 16. März 2025            | Vereinigte Staaten | 1            |
| Nachrücker für Ozeanienvertreter (Wildcard durch die IHF)    |                    |                                | Färöer | 1            |
|                                                              |                    |                                | | 32 (von 32)  |

## Gruppenauslosung
Die Auslosung der Gruppen fand am 28. Januar 2025 im Rahmen der Männer Weltmeisterschaft im norwegischen Oslo statt.
| Gruppe A Plock | Gruppe B Sosnowiec | Gruppe C Plock     | Gruppe D Sosnowiec | Gruppe E Kattowitz | Gruppe F Kattowitz | Gruppe G Kielce | Gruppe H Kielce |
| -------------- | ------------------ | ------------------ | ------------------ | ------------------ | ------------------ | --------------- | --------------- |
| Norwegen       | Österreich1        | Schweden1          | Portugal1          | Dänemark1          | Island1            | Deutschland1    | Spanien1        |
| Polen1         | Ungarn             | Japan              | Kroatien           | Frankreich         | Nordmazedonien     | Tunesien        | Ägypten         |
| Slowenien      | Argentinien        | Südkorea           | Algerien           | Marokko            | Rumänien           | Serbien         | Bahrain         |
| Uruguay        | Brasilien          | Vereinigte Staaten | Kanada             | Mexiko             | Färöer             | Schweiz         | Saudi-Arabien   |

1 Diese Mannschaften wurden als Gruppenköpfe vorab durch die IHF in den jeweiligen Gruppen gesetzt.

## Turnierverlauf

### Vorrunde
Modus in den Gruppenphasen
Die 32 teilnehmenden Mannschaften wurden in der Vorrunde auf acht Vierergruppen gelost. Die Vorrundenspiele werden als Punktspiele ausgetragen. Dabei bekommt eine Mannschaft pro Sieg zwei Punkte und bei einem Unentschieden einen Punkt. Keine Punkte gibt es bei einer Niederlage. Sind nach Abschluss der Vorrundenspiele zwei oder mehrere Mannschaften punktgleich, wird nach folgenden Kriterien über die Platzierung entscheiden:
1. höhere Anzahl Punkte in den Direktbegegnungen der punktgleichen Teams;
2. bessere Tordifferenz in den Direktbegegnungen der punktgleichen Teams;
3. höhere Anzahl Tore in den Direktbegegnungen der punktgleichen Teams;
4. bessere Tordifferenz aus allen Gruppenspielen;
5. höhere Anzahl Tore aus allen Gruppenspielen;
6. das Los.

Die ersten beiden Mannschaften jeder Gruppe ziehen in die Hauptrunde ein, die Dritt- und Viertplatzierten spielen im President’s Cup um die Plätze 17 bis 32.
Legende

Die Uhrzeiten sind in MEZ angegeben.

#### Gruppe A
| Pl. | Land      | Sp. | S | U | N | Tore     | Diff. | Punkte |
| --- | --------- | --- | - | - | - | -------- | ----- | ------ |
| 1.  | Norwegen  | 3   | 2 | 1 | 0 | 0103:720 | +31   | 5      |
| 2.  | Slowenien | 3   | 2 | 1 | 0 | 0101:730 | +28   | 5      |
| 3.  | Polen     | 3   | 1 | 0 | 2 | 082:820  | ±0    | 2      |
| 4.  | Uruguay   | 3   | 0 | 0 | 3 | 052:1110 | −59   | 0      |

| 18. Juni 2025 16:15 Uhr | Norwegen                | 33:33          | Slowenien              | Orlen Arena, Płock Zuschauer: 500 Schiedsrichter: Thiyagarajah, Thiyagarajah |
| 18. Juni 2025 16:15 Uhr | meiste Tore: Hagen (10) | (17:12)        | meiste Tore: Anžič (7) | Orlen Arena, Płock Zuschauer: 500 Schiedsrichter: Thiyagarajah, Thiyagarajah |
| 18. Juni 2025 16:15 Uhr | Strafen: 1× 3×          | Spielstatistik | Strafen: 1×            | Orlen Arena, Płock Zuschauer: 500 Schiedsrichter: Thiyagarajah, Thiyagarajah |

| 18. Juni 2025 18:30 Uhr | Polen                      | 39:16          | Uruguay               | Orlen Arena, Płock Zuschauer: 1000 Schiedsrichter: Diop, Faye |
| 18. Juni 2025 18:30 Uhr | meiste Tore: Wielgucki (6) | (19:8)         | meiste Tore: Rana (4) | Orlen Arena, Płock Zuschauer: 1000 Schiedsrichter: Diop, Faye |
| 18. Juni 2025 18:30 Uhr | Strafen: 5×                | Spielstatistik | Strafen: 6×           | Orlen Arena, Płock Zuschauer: 1000 Schiedsrichter: Diop, Faye |

| 20. Juni 2025 16:15 Uhr | Uruguay                          | 17:35          | Norwegen             | Orlen Arena, Płock Zuschauer: 200 Schiedsrichter: Balvan, Praštalo |
| 20. Juni 2025 16:15 Uhr | meiste Tore: Castro, Larrosa (4) | (11:18)        | meiste Tore: Lid (8) | Orlen Arena, Płock Zuschauer: 200 Schiedsrichter: Balvan, Praštalo |
| 20. Juni 2025 16:15 Uhr | Strafen: 4×                      | Spielstatistik | Strafen: 3×          | Orlen Arena, Płock Zuschauer: 200 Schiedsrichter: Balvan, Praštalo |

| 20. Juni 2025 18:30 Uhr | Polen                      | 21:31          | Slowenien                  | Orlen Arena, Płock Zuschauer: 900 Schiedsrichter: Carmaux, Mursch |
| 20. Juni 2025 18:30 Uhr | meiste Tore: Siekierka (4) | (9:14)         | meiste Tore: Ključanin (7) | Orlen Arena, Płock Zuschauer: 900 Schiedsrichter: Carmaux, Mursch |
| 20. Juni 2025 18:30 Uhr | Strafen: 1× 7×             | Spielstatistik | Strafen: 1× 10× 1×         | Orlen Arena, Płock Zuschauer: 900 Schiedsrichter: Carmaux, Mursch |

| 21. Juni 2025 16:15 Uhr | Slowenien              | 37:19          | Uruguay                 | Orlen Arena, Płock Zuschauer: 120 Schiedsrichter: Thiyagarajah, Thiyagarajah |
| 21. Juni 2025 16:15 Uhr | meiste Tore: Anžić (8) | (19:13)        | meiste Tore: Méndez (6) | Orlen Arena, Płock Zuschauer: 120 Schiedsrichter: Thiyagarajah, Thiyagarajah |
| 21. Juni 2025 16:15 Uhr | Strafen: 5×            | Spielstatistik | Strafen: 3×             | Orlen Arena, Płock Zuschauer: 120 Schiedsrichter: Thiyagarajah, Thiyagarajah |

| 21. Juni 2025 18:30 Uhr | Norwegen               | 35:22          | Polen                   | Orlen Arena, Płock Zuschauer: 800 Schiedsrichter: Sekulić, Jovandić |
| 21. Juni 2025 18:30 Uhr | meiste Tore: Hagen (8) | (18:10)        | meiste Tore: Wasiak (5) | Orlen Arena, Płock Zuschauer: 800 Schiedsrichter: Sekulić, Jovandić |
| 21. Juni 2025 18:30 Uhr | Strafen: 5×            | Spielstatistik | Strafen: 1× 5×          | Orlen Arena, Płock Zuschauer: 800 Schiedsrichter: Sekulić, Jovandić |

#### Gruppe B
| Pl. | Land        | Sp. | S | U | N | Tore    | Diff. | Punkte |
| --- | ----------- | --- | - | - | - | ------- | ----- | ------ |
| 1.  | Österreich  | 3   | 3 | 0 | 0 | 083:680 | +15   | 6      |
| 2.  | Ungarn      | 3   | 2 | 0 | 1 | 086:770 | +9    | 4      |
| 3.  | Argentinien | 3   | 1 | 0 | 2 | 084:940 | −10   | 2      |
| 4.  | Brasilien   | 3   | 0 | 0 | 3 | 077:910 | −14   | 0      |

| 18. Juni 2025 11:45 Uhr | Österreich             | 29:23          | Argentinien                      | Orlen Arena, Płock Zuschauer: 200 Schiedsrichter: Carmaux, Mursch |
| 18. Juni 2025 11:45 Uhr | meiste Tore: Möstl (6) | (12:13)        | meiste Tore: drei Spieler (je 5) | Orlen Arena, Płock Zuschauer: 200 Schiedsrichter: Carmaux, Mursch |
| 18. Juni 2025 11:45 Uhr | Strafen: 5×            | Spielstatistik | Strafen: 5×                      | Orlen Arena, Płock Zuschauer: 200 Schiedsrichter: Carmaux, Mursch |

| 18. Juni 2025 14:00 Uhr | Ungarn                  | 29:24          | Brasilien                           | Orlen Arena, Płock Zuschauer: 300 Schiedsrichter: Balvan, Praštalo |
| 18. Juni 2025 14:00 Uhr | meiste Tore: Kovács (8) | (13:10)        | meiste Tore: Bertoldo, Perin (je 5) | Orlen Arena, Płock Zuschauer: 300 Schiedsrichter: Balvan, Praštalo |
| 18. Juni 2025 14:00 Uhr | Strafen: 2× 4× 1×       | Spielstatistik | Strafen: 2×                         | Orlen Arena, Płock Zuschauer: 300 Schiedsrichter: Balvan, Praštalo |

| 20. Juni 2025 11:45 Uhr | Brasilien               | 24:32          | Österreich                        | Orlen Arena, Płock Zuschauer: 100 Schiedsrichter: Jovandić, Sekulić |
| 20. Juni 2025 11:45 Uhr | meiste Tore: De Souza 4 | (14:23)        | meiste Tore: Möstl, Kofler (je 5) | Orlen Arena, Płock Zuschauer: 100 Schiedsrichter: Jovandić, Sekulić |
| 20. Juni 2025 11:45 Uhr | Strafen: 1× 4×          | Spielstatistik |                                   | Orlen Arena, Płock Zuschauer: 100 Schiedsrichter: Jovandić, Sekulić |

| 20. Juni 2025 14:00 Uhr | Ungarn                | 36:31          | Argentinien           | Orlen Arena, Płock Zuschauer: 100 Schiedsrichter: Thiyagarajah, Thiyagarajah |
| 20. Juni 2025 14:00 Uhr | meiste Tore: Tóth (7) | (16:13)        | meiste Tore: Ojea (6) | Orlen Arena, Płock Zuschauer: 100 Schiedsrichter: Thiyagarajah, Thiyagarajah |
| 20. Juni 2025 14:00 Uhr | Strafen: 8×           | Spielstatistik | Strafen: 2× 7×        | Orlen Arena, Płock Zuschauer: 100 Schiedsrichter: Thiyagarajah, Thiyagarajah |

| 21. Juni 2025 11:45 Uhr | Argentinien                             | 30:29          | Brasilien                      | Orlen Arena, Płock Zuschauer: 100 Schiedsrichter: Carmaux, Mursch |
| 21. Juni 2025 11:45 Uhr | meiste Tore: Obregón, N. Rodríguez je 9 | (14:14)        | meiste Tore: drei Spieler je 5 | Orlen Arena, Płock Zuschauer: 100 Schiedsrichter: Carmaux, Mursch |
| 21. Juni 2025 11:45 Uhr | Strafen: 5×                             | Spielstatistik | Strafen: 4× 1×                 | Orlen Arena, Płock Zuschauer: 100 Schiedsrichter: Carmaux, Mursch |

| 21. Juni 2025 14:00 Uhr | Österreich           | 22:21          | Ungarn                | Orlen Arena, Płock Zuschauer: 150 Schiedsrichter: Diop, Faye |
| 21. Juni 2025 14:00 Uhr | meiste Tore: Möstl 8 | (10:14)        | meiste Tore: Kovács 6 | Orlen Arena, Płock Zuschauer: 150 Schiedsrichter: Diop, Faye |
| 21. Juni 2025 14:00 Uhr | Strafen: 2×          | Spielstatistik | Strafen: 2× 7×        | Orlen Arena, Płock Zuschauer: 150 Schiedsrichter: Diop, Faye |

#### Gruppe C
| Pl. | Land               | Sp. | S | U | N | Tore     | Diff. | Punkte |
| --- | ------------------ | --- | - | - | - | -------- | ----- | ------ |
| 1.  | Schweden           | 3   | 3 | 0 | 0 | 0119:810 | +38   | 6      |
| 2.  | Japan              | 3   | 2 | 0 | 1 | 0105:990 | +6    | 4      |
| 3.  | Südkorea           | 3   | 1 | 0 | 2 | 094:1100 | −16   | 2      |
| 4.  | Vereinigte Staaten | 3   | 0 | 0 | 3 | 087:1150 | −28   | 0      |

| 18. Juni 2025 16:15 Uhr | Schweden       | 42:31          | Südkorea    | Arena Sosnowiec, Sosnowiec Zuschauer: 726 Schiedsrichter: Paolantoni, García |
| 18. Juni 2025 16:15 Uhr | (20:14)        |                |             | Arena Sosnowiec, Sosnowiec Zuschauer: 726 Schiedsrichter: Paolantoni, García |
| 18. Juni 2025 16:15 Uhr | Strafen: 1× 5× | Spielstatistik | Strafen: 2× | Arena Sosnowiec, Sosnowiec Zuschauer: 726 Schiedsrichter: Paolantoni, García |

| 18. Juni 2025 18:30 Uhr | Japan       | 41:33          | Vereinigte Staaten | Arena Sosnowiec, Sosnowiec Zuschauer: 726 Schiedsrichter: Nygaard, Primdahl |
| 18. Juni 2025 18:30 Uhr | (20:10)     |                |                    | Arena Sosnowiec, Sosnowiec Zuschauer: 726 Schiedsrichter: Nygaard, Primdahl |
| 18. Juni 2025 18:30 Uhr | Strafen: 2× | Spielstatistik | Strafen: 5×        | Arena Sosnowiec, Sosnowiec Zuschauer: 726 Schiedsrichter: Nygaard, Primdahl |

| 20. Juni 2025 16:15 Uhr | Vereinigte Staaten      | 21:39          | Schweden                    | Arena Sosnowiec, Sosnowiec Zuschauer: 630 Schiedsrichter: Soria, Álvarez |
| 20. Juni 2025 16:15 Uhr | meiste Tore: Campos (4) | (10:19)        | meiste Tore: Gustavsson (9) | Arena Sosnowiec, Sosnowiec Zuschauer: 630 Schiedsrichter: Soria, Álvarez |
| 20. Juni 2025 16:15 Uhr | Strafen: 1× 3×          | Spielstatistik | Strafen: 1×                 | Arena Sosnowiec, Sosnowiec Zuschauer: 630 Schiedsrichter: Soria, Álvarez |

| 20. Juni 2025 18:30 Uhr | Japan                      | 35:28          | Südkorea                | Arena Sosnowiec, Sosnowiec Zuschauer: 630 Schiedsrichter: Altmár, Horváth |
| 20. Juni 2025 18:30 Uhr | meiste Tore: Nagamori (10) | (22:15)        | meiste Tore: Lee M. (8) | Arena Sosnowiec, Sosnowiec Zuschauer: 630 Schiedsrichter: Altmár, Horváth |
| 20. Juni 2025 18:30 Uhr | Strafen: 1× 2×             | Spielstatistik | Strafen: 5×             | Arena Sosnowiec, Sosnowiec Zuschauer: 630 Schiedsrichter: Altmár, Horváth |

| 21. Juni 2025 16:15 Uhr | Südkorea                | 35:33          | Vereinigte Staaten        | Arena Sosnowiec, Sosnowiec Zuschauer: 504 Schiedsrichter: Fotakidis, Kinatzidis |
| 21. Juni 2025 16:15 Uhr | meiste Tore: Lee M. (6) | (19:11)        | meiste Tore: Neumaier (9) | Arena Sosnowiec, Sosnowiec Zuschauer: 504 Schiedsrichter: Fotakidis, Kinatzidis |
| 21. Juni 2025 16:15 Uhr | Strafen: 2×             | Spielstatistik | Strafen: 5×               | Arena Sosnowiec, Sosnowiec Zuschauer: 504 Schiedsrichter: Fotakidis, Kinatzidis |

| 21. Juni 2025 18:30 Uhr | Schweden                  | 38:29          | Japan                      | Arena Sosnowiec, Sosnowiec Zuschauer: 504 Schiedsrichter: Mitrović, Vešović |
| 21. Juni 2025 18:30 Uhr | meiste Tore: Månsson (10) | (20:12)        | meiste Tore: Nagamori (10) | Arena Sosnowiec, Sosnowiec Zuschauer: 504 Schiedsrichter: Mitrović, Vešović |
| 21. Juni 2025 18:30 Uhr | Strafen: 3× 6×            | Spielstatistik | Strafen: 3×                | Arena Sosnowiec, Sosnowiec Zuschauer: 504 Schiedsrichter: Mitrović, Vešović |

#### Gruppe D
| Pl. | Land     | Sp. | S | U | N | Tore     | Diff. | Punkte |
| --- | -------- | --- | - | - | - | -------- | ----- | ------ |
| 1.  | Portugal | 3   | 3 | 0 | 0 | 0108:580 | +50   | 6      |
| 2.  | Kroatien | 3   | 2 | 0 | 1 | 0104:740 | +30   | 4      |
| 3.  | Algerien | 3   | 1 | 0 | 2 | 078:880  | −10   | 2      |
| 4.  | Kanada   | 3   | 0 | 0 | 3 | 052:1220 | −70   | 0      |

| 18. Juni 2025 11:45 Uhr | Portugal                 | 33:21          | Algerien             | Arena Sosnowiec, Sosnowiec Zuschauer: 726 Schiedsrichter: Fotakidis, Kinatzidis |
| 18. Juni 2025 11:45 Uhr | meiste Tore: Conceição 6 | (18:11)        | meiste Tore: Adel 11 | Arena Sosnowiec, Sosnowiec Zuschauer: 726 Schiedsrichter: Fotakidis, Kinatzidis |
| 18. Juni 2025 11:45 Uhr | Strafen: 4×              | Spielstatistik | Strafen: 2× 6×       | Arena Sosnowiec, Sosnowiec Zuschauer: 726 Schiedsrichter: Fotakidis, Kinatzidis |

| 18. Juni 2025 14:00 Uhr | Kroatien               | 44:20          | Kanada                 | Arena Sosnowiec, Sosnowiec Zuschauer: 726 Schiedsrichter: Soria, Álvarez |
| 18. Juni 2025 14:00 Uhr | meiste Tore: Celegin 8 | (21:12)        | meiste Tore: Kuypers 8 | Arena Sosnowiec, Sosnowiec Zuschauer: 726 Schiedsrichter: Soria, Álvarez |
| 18. Juni 2025 14:00 Uhr | Strafen: 1× 3×         | Spielstatistik | Strafen: 2×            | Arena Sosnowiec, Sosnowiec Zuschauer: 726 Schiedsrichter: Soria, Álvarez |

| 20. Juni 2025 11:45 Uhr | Kanada                             | 12:45          | Portugal                   | Arena Sosnowiec, Sosnowiec Zuschauer: 630 Schiedsrichter: Weijmans, Wolbertus |
| 20. Juni 2025 11:45 Uhr | meiste Tore: Desbiens, Kuypers (3) | (6:24)         | meiste Tore: Ferreira (13) | Arena Sosnowiec, Sosnowiec Zuschauer: 630 Schiedsrichter: Weijmans, Wolbertus |
| 20. Juni 2025 11:45 Uhr | Strafen: 3×                        | Spielstatistik | Strafen: 1×                | Arena Sosnowiec, Sosnowiec Zuschauer: 630 Schiedsrichter: Weijmans, Wolbertus |

| 20. Juni 2025 14:00 Uhr | Kroatien               | 35:24          | Algerien                | Arena Sosnowiec, Sosnowiec Zuschauer: 630 Schiedsrichter: García, Paolantoni |
| 20. Juni 2025 14:00 Uhr | meiste Tore: Bajan (5) | (18:7)         | meiste Tore: Youcef (9) | Arena Sosnowiec, Sosnowiec Zuschauer: 630 Schiedsrichter: García, Paolantoni |
| 20. Juni 2025 14:00 Uhr | Strafen: 2× 1×         | Spielstatistik | Strafen: 4×             | Arena Sosnowiec, Sosnowiec Zuschauer: 630 Schiedsrichter: García, Paolantoni |

| 21. Juni 2025 11:45 Uhr | Algerien                        | 33:20          | Kanada                 | Arena Sosnowiec, Sosnowiec Zuschauer: 504 Schiedsrichter: Furukawa, Tetsuro |
| 21. Juni 2025 11:45 Uhr | meiste Tore: Zhoual, Faidi je 5 | (14:7)         | meiste Tore: Kuypers 6 | Arena Sosnowiec, Sosnowiec Zuschauer: 504 Schiedsrichter: Furukawa, Tetsuro |
| 21. Juni 2025 11:45 Uhr | Strafen: 3×                     | Spielstatistik | Strafen: 1×            | Arena Sosnowiec, Sosnowiec Zuschauer: 504 Schiedsrichter: Furukawa, Tetsuro |

| 21. Juni 2025 14:00 Uhr | Portugal               | 30:25          | Kroatien                      | Arena Sosnowiec, Sosnowiec Zuschauer: 504 Schiedsrichter: Fremstad, Jorstad |
| 21. Juni 2025 14:00 Uhr | meiste Tore: Brandão 6 | (11:13)        | meiste Tore: Bajan, Molc je 5 | Arena Sosnowiec, Sosnowiec Zuschauer: 504 Schiedsrichter: Fremstad, Jorstad |
| 21. Juni 2025 14:00 Uhr | Strafen: 4×            | Spielstatistik | Strafen: 3×                   | Arena Sosnowiec, Sosnowiec Zuschauer: 504 Schiedsrichter: Fremstad, Jorstad |

#### Gruppe E
| Pl. | Land       | Sp. | S | U | N | Tore     | Diff. | Punkte |
| --- | ---------- | --- | - | - | - | -------- | ----- | ------ |
| 1.  | Dänemark   | 3   | 3 | 0 | 0 | 0126:820 | +44   | 6      |
| 2.  | Frankreich | 3   | 2 | 0 | 1 | 0112:800 | +32   | 4      |
| 3.  | Marokko    | 3   | 1 | 0 | 2 | 097:1010 | −4    | 2      |
| 4.  | Mexiko     | 3   | 0 | 0 | 3 | 060:1320 | −72   | 0      |

| 18. Juni 2025 16:15 Uhr | Dänemark                         | 43:21          | Marokko                  | Arena Katowice, Katowice Zuschauer: 250 Schiedsrichter: Weijmans, Wolbertus |
| 18. Juni 2025 16:15 Uhr | meiste Tore: Magnus Pedersen (8) | (21:18)        | meiste Tore: Mansari (8) | Arena Katowice, Katowice Zuschauer: 250 Schiedsrichter: Weijmans, Wolbertus |
| 18. Juni 2025 16:15 Uhr | Strafen: 1×                      | Spielstatistik | Strafen: 1× 2×           | Arena Katowice, Katowice Zuschauer: 250 Schiedsrichter: Weijmans, Wolbertus |

| 18. Juni 2025 18:30 Uhr | Frankreich                   | 46:17          | Mexiko                             | Arena Katowice, Katowice Zuschauer: 290 Schiedsrichter: Furukawa, Tetsuro |
| 18. Juni 2025 18:30 Uhr | meiste Tore: Tighiouart (10) | (23:8)         | meiste Tore: Carreño, Rivas (je 4) | Arena Katowice, Katowice Zuschauer: 290 Schiedsrichter: Furukawa, Tetsuro |
| 18. Juni 2025 18:30 Uhr | Strafen: 3×                  | Spielstatistik | Strafen: 2×                        | Arena Katowice, Katowice Zuschauer: 290 Schiedsrichter: Furukawa, Tetsuro |

| 19. Juni 2025 16:15 Uhr | Mexiko                 | 20:48          | Dänemark                      | Arena Katowice, Katowice Zuschauer: 250 Schiedsrichter: Novica Mitrovic / Miljan Vesovic |
| 19. Juni 2025 16:15 Uhr | meiste Tore: O. Maya 7 | (8:22)         | meiste Tore: Mat. Pedersen 14 | Arena Katowice, Katowice Zuschauer: 250 Schiedsrichter: Novica Mitrovic / Miljan Vesovic |
| 19. Juni 2025 16:15 Uhr | Strafen: 3× 1×         | Spielstatistik | Strafen: 3×                   | Arena Katowice, Katowice Zuschauer: 250 Schiedsrichter: Novica Mitrovic / Miljan Vesovic |

| 19. Juni 2025 18:30 Uhr | Frankreich                | 35:28          | Marokko               | Arena Katowice, Katowice Zuschauer: 240 Schiedsrichter: Zan Puksic / Miha Satler |
| 19. Juni 2025 18:30 Uhr | meiste Tore: Tighiouart 9 | (18:15)        | meiste Tore: Razgui 8 | Arena Katowice, Katowice Zuschauer: 240 Schiedsrichter: Zan Puksic / Miha Satler |
| 19. Juni 2025 18:30 Uhr | Strafen: 3×               | Spielstatistik | Strafen: 6×           | Arena Katowice, Katowice Zuschauer: 240 Schiedsrichter: Zan Puksic / Miha Satler |

| 21. Juni 2025 16:15 Uhr | Marokko            | 38:23          | Mexiko                 | Arena Katowice, Katowice Zuschauer: 290 Schiedsrichter: Nygaard, Primdahl |
| 21. Juni 2025 16:15 Uhr | meiste Tore: Saa 8 | (19:9)         | meiste Tore: O. Maya 7 | Arena Katowice, Katowice Zuschauer: 290 Schiedsrichter: Nygaard, Primdahl |
| 21. Juni 2025 16:15 Uhr | Strafen: 1×        | Spielstatistik | Strafen: 1×            | Arena Katowice, Katowice Zuschauer: 290 Schiedsrichter: Nygaard, Primdahl |

| 21. Juni 2025 18:30 Uhr | Dänemark               | 35:31          | Frankreich            | Arena Katowice, Katowice Zuschauer: 740 Schiedsrichter: Fabryczny, Rawicki |
| 21. Juni 2025 18:30 Uhr | meiste Tore: Larsson 8 | (18:6)         | meiste Tore: Claude 6 | Arena Katowice, Katowice Zuschauer: 740 Schiedsrichter: Fabryczny, Rawicki |
| 21. Juni 2025 18:30 Uhr | Strafen: 1× 5×         | Spielstatistik | Strafen: 1× 7× 1×     | Arena Katowice, Katowice Zuschauer: 740 Schiedsrichter: Fabryczny, Rawicki |

#### Gruppe F
| Pl. | Land           | Sp. | S | U | N | Tore     | Diff. | Punkte |
| --- | -------------- | --- | - | - | - | -------- | ----- | ------ |
| 1.  | Färöer         | 3   | 2 | 1 | 0 | 0103:910 | +12   | 5      |
| 2.  | Rumänien       | 3   | 2 | 0 | 1 | 085:870  | −2    | 4      |
| 3.  | Island         | 3   | 1 | 1 | 1 | 094:920  | +2    | 3      |
| 4.  | Nordmazedonien | 3   | 0 | 0 | 3 | 083:950  | −12   | 0      |

| 18. Juni 2025 11:45 Uhr | Island                      | 25:29          | Rumänien                 | Arena Katowice, Katowice Zuschauer: 504 Schiedsrichter: Mitrović, Vešović |
| 18. Juni 2025 11:45 Uhr | meiste Tore: B. Steinsson 5 | (12:15)        | meiste Tore: Stanciuc 11 | Arena Katowice, Katowice Zuschauer: 504 Schiedsrichter: Mitrović, Vešović |
| 18. Juni 2025 11:45 Uhr | Strafen: 2×                 | Spielstatistik | Strafen: 1× 3×           | Arena Katowice, Katowice Zuschauer: 504 Schiedsrichter: Mitrović, Vešović |

| 18. Juni 2025 14:00 Uhr | Nordmazedonien                           | 28:33          | Färöer                 | Arena Katowice, Katowice Zuschauer: 575 Schiedsrichter: Altmár, Horváth |
| 18. Juni 2025 14:00 Uhr | meiste Tore: Uzunchev, Kalajdjieski je 6 | (15:16)        | meiste Tore: Mittún 15 | Arena Katowice, Katowice Zuschauer: 575 Schiedsrichter: Altmár, Horváth |
| 18. Juni 2025 14:00 Uhr | Strafen: 1× 8×                           | Spielstatistik | Strafen: 4×            | Arena Katowice, Katowice Zuschauer: 575 Schiedsrichter: Altmár, Horváth |

| 19. Juni 2025 11:45 Uhr | Färöer                 | 35:35          | Island                     | Arena Katowice, Katowice Zuschauer: 255 Schiedsrichter: Sosa, Lemes |
| 19. Juni 2025 11:45 Uhr | meiste Tore: Mittún 11 | (21:19)        | meiste Tore: Erlingsson 17 | Arena Katowice, Katowice Zuschauer: 255 Schiedsrichter: Sosa, Lemes |
| 19. Juni 2025 11:45 Uhr | Strafen: 2×            | Spielstatistik | Strafen: 2× 4× 1×          | Arena Katowice, Katowice Zuschauer: 255 Schiedsrichter: Sosa, Lemes |

| 19. Juni 2025 14:00 Uhr | Nordmazedonien          | 27:28          | Rumänien                 | Arena Katowice, Katowice Zuschauer: 320 Schiedsrichter: Fabryczny, Rawicki |
| 19. Juni 2025 14:00 Uhr | meiste Tore: Uzunchev 7 | (17:12)        | meiste Tore: Stanciuc 13 | Arena Katowice, Katowice Zuschauer: 320 Schiedsrichter: Fabryczny, Rawicki |
| 19. Juni 2025 14:00 Uhr | Strafen: 6×             | Spielstatistik | Strafen: 1×              | Arena Katowice, Katowice Zuschauer: 320 Schiedsrichter: Fabryczny, Rawicki |

| 21. Juni 2025 11:45 Uhr | Rumänien                | 28:35          | Färöer                | Arena Katowice, Katowice Zuschauer: 285 Schiedsrichter: Altmar, Horvath |
| 21. Juni 2025 11:45 Uhr | meiste Tore: Stanciuc 7 | (15:18)        | meiste Tore: Mittún 9 | Arena Katowice, Katowice Zuschauer: 285 Schiedsrichter: Altmar, Horvath |
| 21. Juni 2025 11:45 Uhr | Strafen: 7×             | Spielstatistik | Strafen: 4× 1×        | Arena Katowice, Katowice Zuschauer: 285 Schiedsrichter: Altmar, Horvath |

| 21. Juni 2025 14:00 Uhr | Island                    | 34:28          | Nordmazedonien           | Arena Katowice, Katowice Zuschauer: 290 Schiedsrichter: Budzak, Zahradnik |
| 21. Juni 2025 14:00 Uhr | meiste Tore: Erlingsson 9 | (15:14)        | meiste Tore: Uzunchev 10 | Arena Katowice, Katowice Zuschauer: 290 Schiedsrichter: Budzak, Zahradnik |
| 21. Juni 2025 14:00 Uhr | Strafen: 1× 4×            | Spielstatistik | Strafen: 1× 5×           | Arena Katowice, Katowice Zuschauer: 290 Schiedsrichter: Budzak, Zahradnik |

#### Gruppe G
| Pl. | Land        | Sp. | S | U | N | Tore      | Diff. | Punkte |
| --- | ----------- | --- | - | - | - | --------- | ----- | ------ |
| 1.  | Deutschland | 3   | 3 | 0 | 0 | 0112:880  | +24   | 6      |
| 2.  | Schweiz     | 3   | 2 | 0 | 1 | 0104:1020 | +2    | 4      |
| 3.  | Serbien     | 3   | 1 | 0 | 2 | 095:930   | +2    | 2      |
| 4.  | Tunesien    | 3   | 0 | 0 | 3 | 090:1180  | −28   | 0      |

| 18. Juni 2025 18:45 Uhr | Tunesien                 | 31:41          | Schweiz                | Hala Legionów, Kielce Zuschauer: 172 Schiedsrichter: Konjičanin, Konjičanin |
| 18. Juni 2025 18:45 Uhr | meiste Tore: Ben Fraj 12 | (17:21)        | meiste Tore: Sarlos 10 | Hala Legionów, Kielce Zuschauer: 172 Schiedsrichter: Konjičanin, Konjičanin |
| 18. Juni 2025 18:45 Uhr | Strafen: 7×              | Spielstatistik | Strafen: 1× 4×         | Hala Legionów, Kielce Zuschauer: 172 Schiedsrichter: Konjičanin, Konjičanin |

| 18. Juni 2025 21:00 Uhr | Deutschland               | 30:29          | Serbien                   | Hala Legionów, Kielce Zuschauer: 292 Schiedsrichter: Fremstad, Jørstad |
| 18. Juni 2025 21:00 Uhr | meiste Tore: Schmidt (10) | (14:12)        | meiste Tore: Mitrović (7) | Hala Legionów, Kielce Zuschauer: 292 Schiedsrichter: Fremstad, Jørstad |
| 18. Juni 2025 21:00 Uhr | Strafen: 1× 7×            | Spielstatistik | Strafen: 1× 4× 1×         | Hala Legionów, Kielce Zuschauer: 292 Schiedsrichter: Fremstad, Jørstad |

| 19. Juni 2025 18:45 Uhr | Tunesien             | 27:35          | Serbien                 | Hala Legionów, Kielce Zuschauer: 201 Schiedsrichter: Pagh, Thygesen |
| 19. Juni 2025 18:45 Uhr | meiste Tore: Jmour 6 | (9:20)         | meiste Tore: Mitrović 7 | Hala Legionów, Kielce Zuschauer: 201 Schiedsrichter: Pagh, Thygesen |
| 19. Juni 2025 18:45 Uhr | Strafen: 7×          | Spielstatistik | Strafen: 1× 4× 1×       | Hala Legionów, Kielce Zuschauer: 201 Schiedsrichter: Pagh, Thygesen |

| 19. Juni 2025 21:00 Uhr | Schweiz                           | 33:43          | Deutschland                    | Hala Legionów, Kielce Zuschauer: 347 Schiedsrichter: Bozhinovski, Nachevski |
| 19. Juni 2025 21:00 Uhr | meiste Tore: Cuencas, Sigrist (6) | (14:21)        | meiste Tore: Gömmel, Pabst (8) | Hala Legionów, Kielce Zuschauer: 347 Schiedsrichter: Bozhinovski, Nachevski |
| 19. Juni 2025 21:00 Uhr | Strafen: 3×                       | Spielstatistik | Strafen: 5×                    | Hala Legionów, Kielce Zuschauer: 347 Schiedsrichter: Bozhinovski, Nachevski |

| 21. Juni 2025 18:45 Uhr | Serbien                              | 28:30          | Schweiz                 | Hala Legionów, Kielce Zuschauer: 291 Schiedsrichter: Lemes, Sosa |
| 21. Juni 2025 18:45 Uhr | meiste Tore: Milovanović, Šijan je 6 | (14:17)        | meiste Tore: Sigrist 11 | Hala Legionów, Kielce Zuschauer: 291 Schiedsrichter: Lemes, Sosa |
| 21. Juni 2025 18:45 Uhr | Strafen: 2× 3×                       | Spielstatistik | Strafen: 2×             | Hala Legionów, Kielce Zuschauer: 291 Schiedsrichter: Lemes, Sosa |

| 21. Juni 2025 21:00 Uhr | Deutschland              | 39:26          | Tunesien                       | Hala Legionów, Kielce Zuschauer: 187 Schiedsrichter: Pukšič, Satler |
| 21. Juni 2025 21:00 Uhr | meiste Tore: Günther (8) | (19:11)        | meiste Tore: Ben Abdennebi (7) | Hala Legionów, Kielce Zuschauer: 187 Schiedsrichter: Pukšič, Satler |
| 21. Juni 2025 21:00 Uhr | Strafen: 7×              | Spielstatistik | Strafen: 1× 7×                 | Hala Legionów, Kielce Zuschauer: 187 Schiedsrichter: Pukšič, Satler |

#### Gruppe H
| Pl. | Land          | Sp. | S | U | N | Tore     | Diff. | Punkte |
| --- | ------------- | --- | - | - | - | -------- | ----- | ------ |
| 1.  | Ägypten       | 3   | 3 | 0 | 0 | 093:780  | +15   | 6      |
| 2.  | Spanien       | 3   | 2 | 0 | 1 | 0104:760 | +28   | 4      |
| 3.  | Bahrain       | 3   | 1 | 0 | 2 | 064:920  | −28   | 2      |
| 4.  | Saudi-Arabien | 3   | 0 | 0 | 3 | 081:960  | −15   | 0      |

| 18. Juni 2025 11:45 Uhr | Spanien                 | 40:19          | Bahrain                    | Hala Legionów, Kielce Zuschauer: 1109 Schiedsrichter: Pagh, Thygesen |
| 18. Juni 2025 11:45 Uhr | meiste Tore: Romero (6) | (21:12)        | meiste Tore: Elias Ali (6) | Hala Legionów, Kielce Zuschauer: 1109 Schiedsrichter: Pagh, Thygesen |
| 18. Juni 2025 11:45 Uhr | Strafen: 3×             | Spielstatistik | Strafen: 3×                | Hala Legionów, Kielce Zuschauer: 1109 Schiedsrichter: Pagh, Thygesen |

| 18. Juni 2025 14:00 Uhr | Ägypten              | 35:30          | Saudi-Arabien            | Hala Legionów, Kielce Zuschauer: 148 Schiedsrichter: Bozhinovski, Nachevski |
| 18. Juni 2025 14:00 Uhr | meiste Tore: Salem 6 | (19:15)        | meiste Tore: Al Fardan 9 | Hala Legionów, Kielce Zuschauer: 148 Schiedsrichter: Bozhinovski, Nachevski |
| 18. Juni 2025 14:00 Uhr | Strafen: 4×          | Spielstatistik | Strafen: 5×              | Hala Legionów, Kielce Zuschauer: 148 Schiedsrichter: Bozhinovski, Nachevski |

| 19. Juni 2025 11:45 Uhr | Saudi-Arabien                                                   | 27:35          | Spanien                       | Hala Legionów, Kielce Zuschauer: 217 Schiedsrichter: Fremstad, Jørstad |
| 19. Juni 2025 11:45 Uhr | meiste Tore: Sajjad Al Fardan, Ahmed Abdulmohse Alobaidi (je 4) | (9:20)         | meiste Tore: Ian Barrufet (8) | Hala Legionów, Kielce Zuschauer: 217 Schiedsrichter: Fremstad, Jørstad |
| 19. Juni 2025 11:45 Uhr | Strafen: 5×                                                     | Spielstatistik | Strafen: 1× 2×                | Hala Legionów, Kielce Zuschauer: 217 Schiedsrichter: Fremstad, Jørstad |

| 19. Juni 2025 14:00 Uhr | Ägypten                          | 28:19          | Bahrain               | Hala Legionów, Kielce Zuschauer: 102 Schiedsrichter: Budzák, Záhradník |
| 19. Juni 2025 14:00 Uhr | meiste Tore: Ragab, Mahmoud je 5 | (14:10)        | meiste Tore: E. Ali 6 | Hala Legionów, Kielce Zuschauer: 102 Schiedsrichter: Budzák, Záhradník |
| 19. Juni 2025 14:00 Uhr | Strafen: 1× 7×                   | Spielstatistik | Strafen: 4×           | Hala Legionów, Kielce Zuschauer: 102 Schiedsrichter: Budzák, Záhradník |

| 21. Juni 2025 11:45 Uhr | Bahrain              | 26:24          | Saudi-Arabien         | Hala Legionów, Kielce Zuschauer: 104 Schiedsrichter: Pagh, Thygesen |
| 21. Juni 2025 11:45 Uhr | meiste Tore: Yusuf 7 | (12:13)        | meiste Tore: Alqaid 5 | Hala Legionów, Kielce Zuschauer: 104 Schiedsrichter: Pagh, Thygesen |
| 21. Juni 2025 11:45 Uhr | Strafen: 5× 1×       | Spielstatistik | Strafen: 4×           | Hala Legionów, Kielce Zuschauer: 104 Schiedsrichter: Pagh, Thygesen |

| 21. Juni 2025 14:00 Uhr | Spanien                         | 29:30          | Ägypten                                        | Hala Legionów, Kielce Zuschauer: 284 Schiedsrichter: Konjičanin, Konjičanin |
| 21. Juni 2025 14:00 Uhr | meiste Tore: Djordje Cikusa (6) | (16:16)        | meiste Tore: Mohamed Khallaf, Moaz Azab (je 7) | Hala Legionów, Kielce Zuschauer: 284 Schiedsrichter: Konjičanin, Konjičanin |
| 21. Juni 2025 14:00 Uhr | Strafen: 1× 3×                  | Spielstatistik | Strafen: 1× 6× 1×                              | Hala Legionów, Kielce Zuschauer: 284 Schiedsrichter: Konjičanin, Konjičanin |

### President’s Cup
Beim President’s Cup ermitteln die dritt- und viertplatzierten Mannschaften aller Vorrundengruppen die Platzierungen 17 bis 32.  Der President’s Cup läuft in zwei Phasen ab: Platzierungsrunde und Platzierungsspiele 17 bis 24 bzw. 25 bis 32.
Die erste Phase ist die Platzierungsrunde, in der die Mannschaften in vier Gruppen mit 4 Teams aufgeteilt werden. Die Punktewertung und Entscheidung bei Punktgleichheit erfolgt wie in der Vorrunde beschrieben. Die Ergebnisse, die in der Vorrunde gegen Mannschaften erzielt wurden, die in derselben Platzierungsgruppe antreten, werden übernommen, damit Mannschaften aus derselben Vorrundengruppe nicht nochmals gegeneinander spielen.
Legende

#### Gruppe PC I
| Pl. | Land        | Sp. | S | U | N | Tore     | Diff. | Punkte |
| --- | ----------- | --- | - | - | - | -------- | ----- | ------ |
| 1.  | Polen       | 3   | 3 | 0 | 0 | 0103:740 | +29   | 6      |
| 2.  | Argentinien | 3   | 2 | 0 | 1 | 097:780  | +19   | 4      |
| 3.  | Brasilien   | 3   | 1 | 0 | 2 | 085:770  | +8    | 2      |
| 4.  | Uruguay     | 3   | 0 | 0 | 3 | 048:1040 | −56   | 0      |

| 23. Juni 2025 16:15 Uhr | Argentinien                       | 35:16          | Uruguay                  | Orlen Arena, Płock Zuschauer: 50 Schiedsrichter: Balvan, Praštalo |
| 23. Juni 2025 16:15 Uhr | meiste Tore: Laborde, Tavella (5) | (17:8)         | meiste Tore: Cabrera (7) | Orlen Arena, Płock Zuschauer: 50 Schiedsrichter: Balvan, Praštalo |
| 23. Juni 2025 16:15 Uhr | Strafen: 4×                       | Spielstatistik | Strafen: 2× 3×           | Orlen Arena, Płock Zuschauer: 50 Schiedsrichter: Balvan, Praštalo |

| 23. Juni 2025 18:30 Uhr | Polen                   | 31:26          | Brasilien                 | Orlen Arena, Płock Zuschauer: 300 Schiedsrichter: Diop, Faye |
| 23. Juni 2025 18:30 Uhr | meiste Tore: Wasiak (7) | (17:13)        | meiste Tore: Bertoldo (8) | Orlen Arena, Płock Zuschauer: 300 Schiedsrichter: Diop, Faye |
| 23. Juni 2025 18:30 Uhr | Strafen: 4×             | Spielstatistik | Strafen: 6× 2×            | Orlen Arena, Płock Zuschauer: 300 Schiedsrichter: Diop, Faye |

| 24. Juni 2025 16:15 Uhr | Uruguay                    | 16:30          | Brasilien              | Orlen Arena, Płock Zuschauer: 80 Schiedsrichter: Budzák, Záhradník |
| 24. Juni 2025 16:15 Uhr | meiste Tore: Fernández (4) | (9:19)         | meiste Tore: Perin (7) | Orlen Arena, Płock Zuschauer: 80 Schiedsrichter: Budzák, Záhradník |
| 24. Juni 2025 16:15 Uhr | Strafen: 1× 3×             | Spielstatistik | Strafen: 5×            | Orlen Arena, Płock Zuschauer: 80 Schiedsrichter: Budzák, Záhradník |

| 24. Juni 2025 18:30 Uhr | Polen                   | 33:32          | Argentinien              | Orlen Arena, Płock Zuschauer: 200 Schiedsrichter: Thiyagarajah, Thiyagarajah |
| 24. Juni 2025 18:30 Uhr | meiste Tore: Wasiak (7) | (15:12)        | meiste Tore: Obregón (6) | Orlen Arena, Płock Zuschauer: 200 Schiedsrichter: Thiyagarajah, Thiyagarajah |
| 24. Juni 2025 18:30 Uhr | Strafen: 4×             | Spielstatistik | Strafen: 1× 5×           | Orlen Arena, Płock Zuschauer: 200 Schiedsrichter: Thiyagarajah, Thiyagarajah |

#### Gruppe PC II
| Pl. | Land               | Sp. | S | U | N | Tore     | Diff. | Punkte |
| --- | ------------------ | --- | - | - | - | -------- | ----- | ------ |
| 1.  | Algerien           | 3   | 2 | 1 | 0 | 083:640  | +19   | 5      |
| 2.  | Südkorea           | 3   | 2 | 1 | 0 | 0101:860 | +15   | 5      |
| 3.  | Vereinigte Staaten | 3   | 1 | 0 | 2 | 092:840  | +8    | 2      |
| 4.  | Kanada             | 3   | 0 | 0 | 3 | 072:1140 | −42   | 0      |

| 23. Juni 2025 11:45 Uhr | Südkorea                   | 42:29          | Kanada                    | Arena Sosnowiec, Sosnowiec Zuschauer: 627 Schiedsrichter: Soria, Álvarez |
| 23. Juni 2025 11:45 Uhr | meiste Tore: Kang Se. (10) | (22:10)        | meiste Tore: Kuypers (10) | Arena Sosnowiec, Sosnowiec Zuschauer: 627 Schiedsrichter: Soria, Álvarez |
| 23. Juni 2025 11:45 Uhr | Strafen: 2×                | Spielstatistik | Strafen: 4×               | Arena Sosnowiec, Sosnowiec Zuschauer: 627 Schiedsrichter: Soria, Álvarez |

| 23. Juni 2025 14:00 Uhr | Algerien              | 26:20          | Vereinigte Staaten       | Arena Sosnowiec, Sosnowiec Zuschauer: 627 Schiedsrichter: Furukawa, Tetsuro |
| 23. Juni 2025 14:00 Uhr | meiste Tore: Adel (7) | (12:9)         | meiste Tore: Edwards (8) | Arena Sosnowiec, Sosnowiec Zuschauer: 627 Schiedsrichter: Furukawa, Tetsuro |
| 23. Juni 2025 14:00 Uhr | Strafen: 7×           | Spielstatistik | Strafen: 2×              | Arena Sosnowiec, Sosnowiec Zuschauer: 627 Schiedsrichter: Furukawa, Tetsuro |

| 24. Juni 2025 11:45 Uhr | Südkorea                | 24:24          | Algerien                | Arena Sosnowiec, Sosnowiec Zuschauer: 425 Schiedsrichter: Weijmans, Wolbertus |
| 24. Juni 2025 11:45 Uhr | meiste Tore: Lee M. (8) | (14:13)        | meiste Tore: Youcef (7) | Arena Sosnowiec, Sosnowiec Zuschauer: 425 Schiedsrichter: Weijmans, Wolbertus |
| 24. Juni 2025 11:45 Uhr | Strafen: 3×             | Spielstatistik | Strafen: 6×             | Arena Sosnowiec, Sosnowiec Zuschauer: 425 Schiedsrichter: Weijmans, Wolbertus |

| 24. Juni 2025 14:00 Uhr | Vereinigte Staaten       | 39:23          | Kanada                   | Arena Sosnowiec, Sosnowiec Zuschauer: 425 Schiedsrichter: Fotakidis, Kinatzidis |
| 24. Juni 2025 14:00 Uhr | meiste Tore: Edwards (6) | (19:10)        | meiste Tore: Kuypers (7) | Arena Sosnowiec, Sosnowiec Zuschauer: 425 Schiedsrichter: Fotakidis, Kinatzidis |
| 24. Juni 2025 14:00 Uhr | Strafen: 4×              | Spielstatistik | Strafen: 6×              | Arena Sosnowiec, Sosnowiec Zuschauer: 425 Schiedsrichter: Fotakidis, Kinatzidis |

#### Gruppe PC III
| Pl. | Land           | Sp. | S | U | N | Tore     | Diff. | Punkte |
| --- | -------------- | --- | - | - | - | -------- | ----- | ------ |
| 1.  | Island         | 3   | 3 | 0 | 0 | 0122:800 | +42   | 6      |
| 2.  | Marokko        | 3   | 2 | 0 | 1 | 096:970  | −1    | 4      |
| 3.  | Nordmazedonien | 3   | 1 | 0 | 2 | 095:850  | +10   | 2      |
| 4.  | Mexiko         | 3   | 0 | 0 | 3 | 068:1190 | −51   | 0      |

| 23. Juni 2025 11:45 Uhr | Marokko                  | 30:26          | Nordmazedonien            | Arena Katowice, Katowice Zuschauer: 409 Schiedsrichter: Altmar, Horvath |
| 23. Juni 2025 11:45 Uhr | meiste Tore: Mansari (6) | (14:12)        | meiste Tore: Uzunchev (6) | Arena Katowice, Katowice Zuschauer: 409 Schiedsrichter: Altmar, Horvath |
| 23. Juni 2025 11:45 Uhr | Strafen: 4×              | Spielstatistik | Strafen: 3×               | Arena Katowice, Katowice Zuschauer: 409 Schiedsrichter: Altmar, Horvath |

| 23. Juni 2025 14:00 Uhr | Island                        | 40:24          | Mexiko                  | Arena Katowice, Katowice Zuschauer: 160 Schiedsrichter: Fotakidis, Kinatzidis |
| 23. Juni 2025 14:00 Uhr | meiste Tore: Sigurjónsson (8) | (16:8)         | meiste Tore: Flores (5) | Arena Katowice, Katowice Zuschauer: 160 Schiedsrichter: Fotakidis, Kinatzidis |
| 23. Juni 2025 14:00 Uhr | Strafen: 1×                   | Spielstatistik | Strafen: 3×             | Arena Katowice, Katowice Zuschauer: 160 Schiedsrichter: Fotakidis, Kinatzidis |

| 24. Juni 2025 11:45 Uhr | Marokko                 | 28:48          | Island                       | Arena Katowice, Katowice Zuschauer: 409 Schiedsrichter: Soria, Álvarez |
| 24. Juni 2025 11:45 Uhr | meiste Tore: Razgui (7) | (15:20)        | meiste Tore: Haraldsson (11) | Arena Katowice, Katowice Zuschauer: 409 Schiedsrichter: Soria, Álvarez |
| 24. Juni 2025 11:45 Uhr | Strafen: 3× 1×          | Spielstatistik | Strafen: 1× 4×               | Arena Katowice, Katowice Zuschauer: 409 Schiedsrichter: Soria, Álvarez |

| 24. Juni 2025 14:00 Uhr | Mexiko                    | 21:41          | Nordmazedonien                | Arena Katowice, Katowice Zuschauer: 160 Schiedsrichter: Furukawa, Tetsuro |
| 24. Juni 2025 14:00 Uhr | meiste Tore: Anguiano (6) | (9:21)         | meiste Tore: Subashevski (12) | Arena Katowice, Katowice Zuschauer: 160 Schiedsrichter: Furukawa, Tetsuro |
| 24. Juni 2025 14:00 Uhr | Strafen: 4×               | Spielstatistik | Strafen: 3×                   | Arena Katowice, Katowice Zuschauer: 160 Schiedsrichter: Furukawa, Tetsuro |

#### Gruppe PC IV
| Pl. | Land          | Sp. | S | U | N | Tore     | Diff. | Punkte |
| --- | ------------- | --- | - | - | - | -------- | ----- | ------ |
| 1.  | Serbien       | 3   | 3 | 0 | 0 | 0109:950 | +14   | 6      |
| 2.  | Tunesien      | 3   | 2 | 0 | 1 | 0107:960 | +11   | 4      |
| 3.  | Bahrain       | 3   | 1 | 0 | 2 | 085:990  | −14   | 2      |
| 4.  | Saudi-Arabien | 3   | 0 | 0 | 3 | 085:960  | −11   | 0      |

| 23. Juni 2025 11:45 Uhr | Serbien                | 35:30          | Saudi-Arabien         | Hala Legionów, Kielce Zuschauer: 765 Schiedsrichter: Fremstad, Jorstad |
| 23. Juni 2025 11:45 Uhr | meiste Tore: Rančić 11 | (20:15)        | meiste Tore: Baydhi 7 | Hala Legionów, Kielce Zuschauer: 765 Schiedsrichter: Fremstad, Jorstad |
| 23. Juni 2025 11:45 Uhr | Strafen: 1×            | Spielstatistik | Strafen: 2×           | Hala Legionów, Kielce Zuschauer: 765 Schiedsrichter: Fremstad, Jorstad |

| 23. Juni 2025 14:00 Uhr | Bahrain               | 27:39          | Tunesien                | Hala Legionów, Kielce Zuschauer: 65 Schiedsrichter: Pukšič, Satler |
| 23. Juni 2025 14:00 Uhr | meiste Tore: E. Ali 6 | (14:23)        | meiste Tore: Ben Fraj 7 | Hala Legionów, Kielce Zuschauer: 65 Schiedsrichter: Pukšič, Satler |
| 23. Juni 2025 14:00 Uhr | Strafen: 4×           | Spielstatistik | Strafen: 6×             | Hala Legionów, Kielce Zuschauer: 65 Schiedsrichter: Pukšič, Satler |

| 24. Juni 2025 11:45 Uhr | Serbien                      | 36:32          | Bahrain                  | Hala Legionów, Kielce Zuschauer: 705 Schiedsrichter: Carmaux, Mursch |
| 24. Juni 2025 11:45 Uhr | meiste Tore: Antonijević (8) | (19:15)        | meiste Tore: E. Ali (10) | Hala Legionów, Kielce Zuschauer: 705 Schiedsrichter: Carmaux, Mursch |
| 24. Juni 2025 11:45 Uhr | Strafen: 4×                  | Spielstatistik | Strafen: 1×              | Hala Legionów, Kielce Zuschauer: 705 Schiedsrichter: Carmaux, Mursch |

| 24. Juni 2025 14:00 Uhr | Tunesien              | 35:31          | Saudi-Arabien            | Hala Legionów, Kielce Zuschauer: 134 Schiedsrichter: Bozhinovski, Nachevski |
| 24. Juni 2025 14:00 Uhr | meiste Tore: Jafali 8 | (18:17)        | meiste Tore: Al Fardan 8 | Hala Legionów, Kielce Zuschauer: 134 Schiedsrichter: Bozhinovski, Nachevski |
| 24. Juni 2025 14:00 Uhr | Strafen: 2× 1×        | Spielstatistik | Strafen: 3× 1×           | Hala Legionów, Kielce Zuschauer: 134 Schiedsrichter: Bozhinovski, Nachevski |

### Hauptrunde
Die erst- und zweitplatzierten Mannschaften aller Vorrundengruppen sind für die vier Hauptrundengruppen qualifiziert. Die Punktewertung und Entscheidung bei Punktgleichheit erfolgt wie in der Vorrunde beschrieben. Die Ergebnisse, die in der Vorrunde gegen Mannschaften erzielt wurden, die in derselben Hauptrundengruppe antreten, werden übernommen, damit Mannschaften aus derselben Vorrundengruppe nicht nochmals gegeneinander spielen. Die ersten beiden Mannschaften jeder Hauptrundengruppe qualifizieren sich für das Viertelfinale, die Mannschaften auf den Plätzen drei und vier spielen in weiteren Platzierungsspielen die Endplatzierungen 9 bis 16 aus.

#### Gruppe HR I
| Pl. | Land       | Sp. | S | U | N | Tore    | Diff. | Punkte |
| --- | ---------- | --- | - | - | - | ------- | ----- | ------ |
| 1.  | Slowenien  | 3   | 2 | 1 | 0 | 098:910 | +7    | 5      |
| 2.  | Norwegen   | 3   | 1 | 2 | 0 | 097:930 | +4    | 4      |
| 3.  | Österreich | 3   | 1 | 1 | 1 | 076:760 | ±0    | 3      |
| 4.  | Ungarn     | 3   | 0 | 0 | 3 | 085:960 | −11   | 0      |

| 23. Juni 2025 11:45 Uhr | Norwegen                 | 37:33          | Ungarn                                | Orlen Arena, Płock Zuschauer: 120 Schiedsrichter: Thiyagarajah, Thiyagarajah |
| 23. Juni 2025 11:45 Uhr | meiste Tore: Iversen (8) | (18:13)        | meiste Tore: Kovács, Csanálosi (je 5) | Orlen Arena, Płock Zuschauer: 120 Schiedsrichter: Thiyagarajah, Thiyagarajah |
| 23. Juni 2025 11:45 Uhr | Strafen: 3×              | Spielstatistik | Strafen: 9× 1×                        | Orlen Arena, Płock Zuschauer: 120 Schiedsrichter: Thiyagarajah, Thiyagarajah |

| 23. Juni 2025 14:00 Uhr | Österreich             | 27:28          | Slowenien                  | Orlen Arena, Płock Zuschauer: 200 Schiedsrichter: Budzák, Záhradník |
| 23. Juni 2025 14:00 Uhr | meiste Tore: Möstl (6) | (14:14)        | meiste Tore: Ključanin (6) | Orlen Arena, Płock Zuschauer: 200 Schiedsrichter: Budzák, Záhradník |
| 23. Juni 2025 14:00 Uhr | Strafen: 3×            | Spielstatistik | Strafen: 1×                | Orlen Arena, Płock Zuschauer: 200 Schiedsrichter: Budzák, Záhradník |

| 24. Juni 2025 11:45 Uhr | Norwegen                  | 27:27          | Österreich                  | Orlen Arena, Płock Zuschauer: 70 Schiedsrichter: Sekulić, Jovandić |
| 24. Juni 2025 11:45 Uhr | meiste Tore: Iversen (10) | (12:11)        | meiste Tore: Meleschnig (6) | Orlen Arena, Płock Zuschauer: 70 Schiedsrichter: Sekulić, Jovandić |
| 24. Juni 2025 11:45 Uhr | Strafen: 2× 5×            | Spielstatistik | Strafen: 6×                 | Orlen Arena, Płock Zuschauer: 70 Schiedsrichter: Sekulić, Jovandić |

| 24. Juni 2025 14:00 Uhr | Slowenien             | 37:31          | Ungarn                   | Orlen Arena, Płock Zuschauer: 130 Schiedsrichter: Lemes, Sosa |
| 24. Juni 2025 14:00 Uhr | meiste Tore: Anžić 11 | (22:15)        | meiste Tore: Csanálosi 5 | Orlen Arena, Płock Zuschauer: 130 Schiedsrichter: Lemes, Sosa |
| 24. Juni 2025 14:00 Uhr | Strafen: 3×           | Spielstatistik | Strafen: 1× 6×           | Orlen Arena, Płock Zuschauer: 130 Schiedsrichter: Lemes, Sosa |

#### Gruppe HR II
| Pl. | Land     | Sp. | S | U | N | Tore     | Diff. | Punkte |
| --- | -------- | --- | - | - | - | -------- | ----- | ------ |
| 1.  | Portugal | 3   | 3 | 0 | 0 | 0107:820 | +25   | 6      |
| 2.  | Schweden | 3   | 2 | 0 | 1 | 099:880  | +11   | 4      |
| 3.  | Kroatien | 3   | 1 | 0 | 2 | 090:940  | −4    | 2      |
| 4.  | Japan    | 3   | 0 | 0 | 3 | 089:1210 | −32   | 0      |

| 23. Juni 2025 16:15 Uhr | Schweden                  | 32:28          | Kroatien                  | Arena Sosnowiec, Sosnowiec Zuschauer: 627 Schiedsrichter: Fabryczny, Rawicki |
| 23. Juni 2025 16:15 Uhr | meiste Tore: Månsson (14) | (15:19)        | meiste Tore: Baković (15) | Arena Sosnowiec, Sosnowiec Zuschauer: 627 Schiedsrichter: Fabryczny, Rawicki |
| 23. Juni 2025 16:15 Uhr | Strafen: 1× 2×            | Spielstatistik | Strafen: 5×               | Arena Sosnowiec, Sosnowiec Zuschauer: 627 Schiedsrichter: Fabryczny, Rawicki |

| 23. Juni 2025 18:30 Uhr | Portugal                   | 46:28          | Japan                      | Arena Sosnowiec, Sosnowiec Zuschauer: 627 Schiedsrichter: Paolantoni, García |
| 23. Juni 2025 18:30 Uhr | meiste Tore: Magalhães (7) | (23:12)        | meiste Tore: Nagamori (10) | Arena Sosnowiec, Sosnowiec Zuschauer: 627 Schiedsrichter: Paolantoni, García |
| 23. Juni 2025 18:30 Uhr | Strafen: 4×                | Spielstatistik | Strafen: 2×                | Arena Sosnowiec, Sosnowiec Zuschauer: 627 Schiedsrichter: Paolantoni, García |

| 24. Juni 2025 16:15 Uhr | Schweden                 | 29:31          | Portugal                 | Arena Sosnowiec, Sosnowiec Zuschauer: 475 Schiedsrichter: Konjičanin, Konjičanin |
| 24. Juni 2025 16:15 Uhr | meiste Tore: Månsson (8) | (21:16)        | meiste Tore: Brandão (6) | Arena Sosnowiec, Sosnowiec Zuschauer: 475 Schiedsrichter: Konjičanin, Konjičanin |
| 24. Juni 2025 16:15 Uhr | Strafen: 4×              | Spielstatistik | Strafen: 1× 3×           | Arena Sosnowiec, Sosnowiec Zuschauer: 475 Schiedsrichter: Konjičanin, Konjičanin |

| 24. Juni 2025 18:30 Uhr | Japan                      | 32:37          | Kroatien                 | Arena Sosnowiec, Sosnowiec Zuschauer: 457 Schiedsrichter: Nygaard, Primdahl |
| 24. Juni 2025 18:30 Uhr | meiste Tore: Nagamori (10) | (18:18)        | meiste Tore: Baković (9) | Arena Sosnowiec, Sosnowiec Zuschauer: 457 Schiedsrichter: Nygaard, Primdahl |
| 24. Juni 2025 18:30 Uhr | Strafen: 1× 3×             | Spielstatistik | Strafen: 2× 3×           | Arena Sosnowiec, Sosnowiec Zuschauer: 457 Schiedsrichter: Nygaard, Primdahl |

#### Gruppe HR III
| Pl. | Land       | Sp. | S | U | N | Tore     | Diff. | Punkte |
| --- | ---------- | --- | - | - | - | -------- | ----- | ------ |
| 1.  | Dänemark   | 3   | 3 | 0 | 0 | 0113:930 | +20   | 6      |
| 2.  | Färöer     | 3   | 2 | 0 | 1 | 090:930  | −3    | 4      |
| 3.  | Frankreich | 3   | 1 | 0 | 2 | 098:960  | +2    | 2      |
| 4.  | Rumänien   | 3   | 0 | 0 | 3 | 088:1070 | −19   | 0      |

| 23. Juni 2025 16:15 Uhr | Dänemark                     | 37:30          | Rumänien                  | Arena Katowice, Katowice Zuschauer: 350 Schiedsrichter: Mitrović, Vešović |
| 23. Juni 2025 16:15 Uhr | meiste Tore: F. Pedersen (8) | (18:17)        | meiste Tore: Stanciuc (8) | Arena Katowice, Katowice Zuschauer: 350 Schiedsrichter: Mitrović, Vešović |
| 23. Juni 2025 16:15 Uhr | Strafen: 1×                  | Spielstatistik | Strafen: 1× 4×            | Arena Katowice, Katowice Zuschauer: 350 Schiedsrichter: Mitrović, Vešović |

| 23. Juni 2025 18:30 Uhr | Färöer                  | 28:27          | Frankreich                  | Arena Katowice, Katowice Zuschauer: 510 Schiedsrichter: Konjičanin, Konjičanin |
| 23. Juni 2025 18:30 Uhr | meiste Tore: Mittún (9) | (16:17)        | meiste Tore: Tighiouart (9) | Arena Katowice, Katowice Zuschauer: 510 Schiedsrichter: Konjičanin, Konjičanin |
| 23. Juni 2025 18:30 Uhr | Strafen: 2×             | Spielstatistik | Strafen: 3× 1×              | Arena Katowice, Katowice Zuschauer: 510 Schiedsrichter: Konjičanin, Konjičanin |

| 24. Juni 2025 16:15 Uhr | Dänemark                     | 41:32          | Färöer                     | Arena Katowice, Katowice Zuschauer: 560 Schiedsrichter: Altmar, Horvath |
| 24. Juni 2025 16:15 Uhr | meiste Tore: Mag. Pedersen 9 | (20:17)        | meiste Tore: Gaard Olsen 6 | Arena Katowice, Katowice Zuschauer: 560 Schiedsrichter: Altmar, Horvath |
| 24. Juni 2025 16:15 Uhr | Strafen: 3× 1×               | Spielstatistik | Strafen: 2×                | Arena Katowice, Katowice Zuschauer: 560 Schiedsrichter: Altmar, Horvath |

| 24. Juni 2025 18:30 Uhr | Frankreich               | 40:33          | Rumänien                | Arena Katowice, Katowice Zuschauer: 295 Schiedsrichter: García, Paolantoni |
| 24. Juni 2025 18:30 Uhr | meiste Tore: Desblancs 8 | (19:18)        | meiste Tore: Stanciuc 6 | Arena Katowice, Katowice Zuschauer: 295 Schiedsrichter: García, Paolantoni |
| 24. Juni 2025 18:30 Uhr | Strafen: 1×              | Spielstatistik | Strafen: 1× 2×          | Arena Katowice, Katowice Zuschauer: 295 Schiedsrichter: García, Paolantoni |

#### Gruppe HR IV
| Pl. | Land        | Sp. | S | U | N | Tore     | Diff. | Punkte |
| --- | ----------- | --- | - | - | - | -------- | ----- | ------ |
| 1.  | Deutschland | 3   | 2 | 1 | 0 | 0107:930 | +14   | 5      |
| 2.  | Ägypten     | 3   | 2 | 0 | 1 | 083:830  | ±0    | 4      |
| 3.  | Spanien     | 3   | 1 | 1 | 1 | 0109:980 | +11   | 3      |
| 4.  | Schweiz     | 3   | 0 | 0 | 3 | 091:1160 | −25   | 0      |

| 23. Juni 2025 18:45 Uhr | Ägypten                  | 28:25          | Schweiz                  | Hala Legionów, Kielce Zuschauer: 305 Schiedsrichter: Bozhinovski, Nachevski |
| 23. Juni 2025 18:45 Uhr | meiste Tore: Mohamed (7) | (11:13)        | meiste Tore: Sigrist (9) | Hala Legionów, Kielce Zuschauer: 305 Schiedsrichter: Bozhinovski, Nachevski |
| 23. Juni 2025 18:45 Uhr | Strafen: 3×              | Spielstatistik | Strafen: 1× 3×           | Hala Legionów, Kielce Zuschauer: 305 Schiedsrichter: Bozhinovski, Nachevski |

| 23. Juni 2025 21:00 Uhr | Deutschland           | 35:35          | Spanien                   | Hala Legionów, Kielce Zuschauer: 324 Schiedsrichter: Carmaux, Mursch |
| 23. Juni 2025 21:00 Uhr | meiste Tore: Móré (8) | (19:15)        | meiste Tore: Barrufet (9) | Hala Legionów, Kielce Zuschauer: 324 Schiedsrichter: Carmaux, Mursch |
| 23. Juni 2025 21:00 Uhr | Strafen: 1× 6× 2×     | Spielstatistik | Strafen: 1× 4×            | Hala Legionów, Kielce Zuschauer: 324 Schiedsrichter: Carmaux, Mursch |

| 24. Juni 2025 18:45 Uhr | Schweiz                  | 33:45          | Spanien                    | Hala Legionów, Kielce Zuschauer: 269 Schiedsrichter: Pagh, Thygesen |
| 24. Juni 2025 18:45 Uhr | meiste Tore: Sigrist (7) | (16:23)        | meiste Tore: Barrufet (11) | Hala Legionów, Kielce Zuschauer: 269 Schiedsrichter: Pagh, Thygesen |
| 24. Juni 2025 18:45 Uhr | Strafen: 1× 5×           | Spielstatistik | Strafen: 1×                | Hala Legionów, Kielce Zuschauer: 269 Schiedsrichter: Pagh, Thygesen |

| 24. Juni 2025 21:00 Uhr | Deutschland           | 29:25          | Ägypten                    | Hala Legionów, Kielce Zuschauer: 284 Schiedsrichter: Fremstad, Jørstad |
| 24. Juni 2025 21:00 Uhr | meiste Tore: Móré (8) | (13:9)         | meiste Tore: Elbattawi (6) | Hala Legionów, Kielce Zuschauer: 284 Schiedsrichter: Fremstad, Jørstad |
| 24. Juni 2025 21:00 Uhr | Strafen: 2×           | Spielstatistik | Strafen: 3×                | Hala Legionów, Kielce Zuschauer: 284 Schiedsrichter: Fremstad, Jørstad |

### Platzierungsspiele
Alle Mannschaften aus dem President’s Cup und die in der Hauptrunde ausgeschiedenen Teams spielen in weiteren Platzierungsspielen um die Plätze 9 bis 32.

#### Platzierungsspiele 29 bis 32
| 26. Juni 2025 11:45 Uhr | Uruguay                             | 24:22          | Mexiko                    | Hala Legionów, Kielce Zuschauer: 315 Schiedsrichter: Diop, Faye |
| 26. Juni 2025 11:45 Uhr | meiste Tore: Restano, Salles (je 4) | (12:10)        | meiste Tore: Anguiano (7) | Hala Legionów, Kielce Zuschauer: 315 Schiedsrichter: Diop, Faye |
| 26. Juni 2025 11:45 Uhr | Strafen: 4×                         | Spielstatistik | Strafen: 4×               | Hala Legionów, Kielce Zuschauer: 315 Schiedsrichter: Diop, Faye |

| 26. Juni 2025 14:00 Uhr | Kanada                    | 21:44          | Saudi-Arabien                             | Hala Legionów, Kielce Zuschauer: 89 Schiedsrichter: Pukšič, Satler |
| 26. Juni 2025 14:00 Uhr | meiste Tore: Desbiens (6) | (9:22)         | meiste Tore: Al-Obaidi, Al-Turaiki (je 7) | Hala Legionów, Kielce Zuschauer: 89 Schiedsrichter: Pukšič, Satler |
| 26. Juni 2025 14:00 Uhr | Strafen: 2× 1×            | Spielstatistik | Strafen: 1×                               | Hala Legionów, Kielce Zuschauer: 89 Schiedsrichter: Pukšič, Satler |

| 27. Juni 2025 11:45 Uhr | Mexiko                    | 37:26          | Kanada                 | Hala Legionów, Kielce Zuschauer: 56 Schiedsrichter: Balvan, Praštalo |
| 27. Juni 2025 11:45 Uhr | meiste Tore: Anguiano (9) | (15:12)        | meiste Tore: Huole (9) | Hala Legionów, Kielce Zuschauer: 56 Schiedsrichter: Balvan, Praštalo |
| 27. Juni 2025 11:45 Uhr | Strafen: 4×               | Spielstatistik | Strafen: 1×            | Hala Legionów, Kielce Zuschauer: 56 Schiedsrichter: Balvan, Praštalo |

| 27. Juni 2025 14:00 Uhr | Uruguay               | 22:32          | Saudi-Arabien                    | Hala Legionów, Kielce Zuschauer: 57 Schiedsrichter: Pukšič, Satler |
| 27. Juni 2025 14:00 Uhr | meiste Tore: Rana (7) | (9:15)         | meiste Tore: drei Spieler (je 6) | Hala Legionów, Kielce Zuschauer: 57 Schiedsrichter: Pukšič, Satler |
| 27. Juni 2025 14:00 Uhr | Strafen: 1× 4× 1×     | Spielstatistik | Strafen: 7×                      | Hala Legionów, Kielce Zuschauer: 57 Schiedsrichter: Pukšič, Satler |

#### Platzierungsspiele 25 bis 28
| 26. Juni 2025 16:15 Uhr | Brasilien                  | 37:38 n. S.      | Nordmazedonien                | Hala Legionów, Kielce Zuschauer: 82 Schiedsrichter: Pagh, Thygesen |
| 26. Juni 2025 16:15 Uhr | meiste Tore: Da Silva (11) | (18:21), (34:34) | meiste Tore: Kalajdjieski (9) | Hala Legionów, Kielce Zuschauer: 82 Schiedsrichter: Pagh, Thygesen |
| 26. Juni 2025 16:15 Uhr | Strafen: 1× 3× 1×          | Spielstatistik   | Strafen: 1× 2×                | Hala Legionów, Kielce Zuschauer: 82 Schiedsrichter: Pagh, Thygesen |

| 26. Juni 2025 18:30 Uhr | Vereinigte Staaten       | 29:26          | Bahrain                      | Hala Legionów, Kielce Zuschauer: 147 Schiedsrichter: Balvan, Praštalo |
| 26. Juni 2025 18:30 Uhr | meiste Tore: Edwards (7) | (16:12)        | meiste Tore: Al-Showaikh (6) | Hala Legionów, Kielce Zuschauer: 147 Schiedsrichter: Balvan, Praštalo |
| 26. Juni 2025 18:30 Uhr | Strafen: 3× 1×           | Spielstatistik | Strafen: 1×                  | Hala Legionów, Kielce Zuschauer: 147 Schiedsrichter: Balvan, Praštalo |

| 27. Juni 2025 16:15 Uhr | Brasilien               | 29:28          | Bahrain                 | Hala Legionów, Kielce Zuschauer: 36 Schiedsrichter: Budzák, Záhradník |
| 27. Juni 2025 16:15 Uhr | meiste Tore: Perin (11) | (14:9)         | meiste Tore: Kadhem (8) | Hala Legionów, Kielce Zuschauer: 36 Schiedsrichter: Budzák, Záhradník |
| 27. Juni 2025 16:15 Uhr | Strafen: 6×             | Spielstatistik | Strafen: 5×             | Hala Legionów, Kielce Zuschauer: 36 Schiedsrichter: Budzák, Záhradník |

| 27. Juni 2025 18:30 Uhr | Nordmazedonien                  | 47:28          | Vereinigte Staaten      | Hala Legionów, Kielce Zuschauer: 53 Schiedsrichter: Paolantoni, García |
| 27. Juni 2025 18:30 Uhr | meiste Tore: Belistojanoski (7) | (24:13)        | meiste Tore: Campos (8) | Hala Legionów, Kielce Zuschauer: 53 Schiedsrichter: Paolantoni, García |
| 27. Juni 2025 18:30 Uhr | Strafen: 3×                     | Spielstatistik | Strafen: 3×             | Hala Legionów, Kielce Zuschauer: 53 Schiedsrichter: Paolantoni, García |

#### Platzierungsspiele 21 bis 24
| 26. Juni 2025 9:30 Uhr | Argentinien               | 32:33 n. S.      | Marokko                 | Arena Sosnowiec, Sosnowiec Zuschauer: 100 Schiedsrichter: Sekulić, Jovandić |
| 26. Juni 2025 9:30 Uhr | meiste Tore: Obregón (10) | (14:19), (30:30) | meiste Tore: Razgui (8) | Arena Sosnowiec, Sosnowiec Zuschauer: 100 Schiedsrichter: Sekulić, Jovandić |
| 26. Juni 2025 9:30 Uhr | Strafen: 3×               | Spielstatistik   | Strafen: 8× 2×          | Arena Sosnowiec, Sosnowiec Zuschauer: 100 Schiedsrichter: Sekulić, Jovandić |

| 26. Juni 2025 11:45 Uhr | Südkorea                | 29:31          | Tunesien                  | Arena Sosnowiec, Sosnowiec Zuschauer: 60 Schiedsrichter: Fotakidis, Kinatzidis |
| 26. Juni 2025 11:45 Uhr | meiste Tore: Kim J. (7) | (19:14)        | meiste Tore: Ben Fraj (8) | Arena Sosnowiec, Sosnowiec Zuschauer: 60 Schiedsrichter: Fotakidis, Kinatzidis |
| 26. Juni 2025 11:45 Uhr | Strafen: 1× 2× 1×       | Spielstatistik | Strafen: 1× 5×            | Arena Sosnowiec, Sosnowiec Zuschauer: 60 Schiedsrichter: Fotakidis, Kinatzidis |

| 27. Juni 2025 9:30 Uhr | Argentinien              | 35:30          | Südkorea                 | Arena Sosnowiec, Sosnowiec Zuschauer: 50 Schiedsrichter: Weijmans, Wolbertus |
| 27. Juni 2025 9:30 Uhr | meiste Tore: Obregón (9) | (15:15)        | meiste Tore: Lee M. (11) | Arena Sosnowiec, Sosnowiec Zuschauer: 50 Schiedsrichter: Weijmans, Wolbertus |
| 27. Juni 2025 9:30 Uhr | Strafen: 2×              | Spielstatistik | Strafen: 4×              | Arena Sosnowiec, Sosnowiec Zuschauer: 50 Schiedsrichter: Weijmans, Wolbertus |

| 27. Juni 2025 11:45 Uhr | Marokko                 | 30:34          | Tunesien                   | Arena Sosnowiec, Sosnowiec Zuschauer: 30 Schiedsrichter: Nygaard, Primdahl |
| 27. Juni 2025 11:45 Uhr | meiste Tore: Razgui (7) | (13:18)        | meiste Tore: Ben Fraj (13) | Arena Sosnowiec, Sosnowiec Zuschauer: 30 Schiedsrichter: Nygaard, Primdahl |
| 27. Juni 2025 11:45 Uhr | Strafen: 7× 2× 1×       | Spielstatistik | Strafen: 5×                | Arena Sosnowiec, Sosnowiec Zuschauer: 30 Schiedsrichter: Nygaard, Primdahl |

#### Platzierungsspiele 17 bis 20
| 26. Juni 2025 14:00 Uhr | Polen                        | 32:38          | Island                       | Arena Sosnowiec, Sosnowiec Zuschauer: 300 Schiedsrichter: Furukawa, Tetsuro |
| 26. Juni 2025 14:00 Uhr | meiste Tore: Mielczarski (7) | (18:18)        | meiste Tore: Erlingsson (11) | Arena Sosnowiec, Sosnowiec Zuschauer: 300 Schiedsrichter: Furukawa, Tetsuro |
| 26. Juni 2025 14:00 Uhr | Strafen: 5×                  | Spielstatistik | Strafen: 2×                  | Arena Sosnowiec, Sosnowiec Zuschauer: 300 Schiedsrichter: Furukawa, Tetsuro |

| 26. Juni 2025 16:15 Uhr | Algerien              | 25:34          | Serbien                  | Arena Sosnowiec, Sosnowiec Zuschauer: 50 Schiedsrichter: Nygaard, Primdahl |
| 26. Juni 2025 16:15 Uhr | meiste Tore: Adel (7) | (10:17)        | meiste Tore: Papović (8) | Arena Sosnowiec, Sosnowiec Zuschauer: 50 Schiedsrichter: Nygaard, Primdahl |
| 26. Juni 2025 16:15 Uhr | Strafen: 1× 4×        | Spielstatistik | Strafen: 1× 2×           | Arena Sosnowiec, Sosnowiec Zuschauer: 50 Schiedsrichter: Nygaard, Primdahl |

| 27. Juni 2025 14:00 Uhr | Polen                       | 34:19          | Algerien              | Arena Sosnowiec, Sosnowiec Zuschauer: 200 Schiedsrichter: Soria, Álvarez |
| 27. Juni 2025 14:00 Uhr | meiste Tore: Czertowicz (6) | (14:8)         | meiste Tore: Adel (8) | Arena Sosnowiec, Sosnowiec Zuschauer: 200 Schiedsrichter: Soria, Álvarez |
| 27. Juni 2025 14:00 Uhr | Strafen: 2×                 | Spielstatistik | Strafen: 6×           | Arena Sosnowiec, Sosnowiec Zuschauer: 200 Schiedsrichter: Soria, Álvarez |

| 27. Juni 2025 16:15 Uhr | Island                        | 35:38          | Serbien                                | Arena Sosnowiec, Sosnowiec Zuschauer: 100 Schiedsrichter: Carmaux, Mursch |
| 27. Juni 2025 16:15 Uhr | meiste Tore: Sigurjónsson (7) | (18:18)        | meiste Tore: Antonjević, Šijan (je 10) | Arena Sosnowiec, Sosnowiec Zuschauer: 100 Schiedsrichter: Carmaux, Mursch |
| 27. Juni 2025 16:15 Uhr | Strafen: 1× 4×                | Spielstatistik | Strafen: 2× 8×                         | Arena Sosnowiec, Sosnowiec Zuschauer: 100 Schiedsrichter: Carmaux, Mursch |

#### Platzierungsspiele 13 bis 16
| 26. Juni 2025 14:00 Uhr | Ungarn                     | 31:19          | Rumänien                             | Arena Katowice, Katowice Zuschauer: 215 Schiedsrichter: Soria, Álvarez |
| 26. Juni 2025 14:00 Uhr | meiste Tore: Csanálosi (4) | (13:10)        | meiste Tore: Oancea, Stanciuc (je 4) | Arena Katowice, Katowice Zuschauer: 215 Schiedsrichter: Soria, Álvarez |
| 26. Juni 2025 14:00 Uhr | Strafen: 2× 1×             | Spielstatistik | Strafen: 5×                          | Arena Katowice, Katowice Zuschauer: 215 Schiedsrichter: Soria, Álvarez |

| 26. Juni 2025 16:15 Uhr | Japan                 | 28:40          | Schweiz                     | Arena Katowice, Katowice Zuschauer: 170 Schiedsrichter: Fabryczny, Rawicki |
| 26. Juni 2025 16:15 Uhr | meiste Tore: Hori (6) | (8:16)         | meiste Tore: Steenaerts (9) | Arena Katowice, Katowice Zuschauer: 170 Schiedsrichter: Fabryczny, Rawicki |
| 26. Juni 2025 16:15 Uhr | Strafen: 1× 2×        | Spielstatistik | Strafen: 2×                 | Arena Katowice, Katowice Zuschauer: 170 Schiedsrichter: Fabryczny, Rawicki |

| 27. Juni 2025 14:00 Uhr | Rumänien               | 43:33          | Japan                 | Arena Katowice, Katowice Zuschauer: 150 Schiedsrichter: Thiyagarajah, Thiyagarajah |
| 27. Juni 2025 14:00 Uhr | meiste Tore: Radu (11) | (18:15)        | meiste Tore: Hori (5) | Arena Katowice, Katowice Zuschauer: 150 Schiedsrichter: Thiyagarajah, Thiyagarajah |
| 27. Juni 2025 14:00 Uhr | Strafen: 5×            | Spielstatistik | Strafen: 1×           | Arena Katowice, Katowice Zuschauer: 150 Schiedsrichter: Thiyagarajah, Thiyagarajah |

| 27. Juni 2025 16:15 Uhr | Ungarn                 | 32:37          | Schweiz                   | Arena Katowice, Katowice Zuschauer: 190 Schiedsrichter: Mitrović, Vešović |
| 27. Juni 2025 16:15 Uhr | meiste Tore: Gazsó (8) | (17:17)        | meiste Tore: Sigrist (12) | Arena Katowice, Katowice Zuschauer: 190 Schiedsrichter: Mitrović, Vešović |
| 27. Juni 2025 16:15 Uhr | Strafen: 4×            | Spielstatistik | Strafen: 5×               | Arena Katowice, Katowice Zuschauer: 190 Schiedsrichter: Mitrović, Vešović |

#### Platzierungsspiele 9 bis 12
| 26. Juni 2025 9:30 Uhr | Österreich            | 24:27          | Frankreich                   | Arena Katowice, Katowice Zuschauer: 230 Schiedsrichter: Mitrović, Vešović |
| 26. Juni 2025 9:30 Uhr | meiste Tore: Böhm (7) | (9:15)         | meiste Tore: Tighiouart (10) | Arena Katowice, Katowice Zuschauer: 230 Schiedsrichter: Mitrović, Vešović |
| 26. Juni 2025 9:30 Uhr | Strafen: 4×           | Spielstatistik | Strafen: 2× 1×               | Arena Katowice, Katowice Zuschauer: 230 Schiedsrichter: Mitrović, Vešović |

| 26. Juni 2025 11:45 Uhr | Kroatien                 | 31:34          | Spanien                   | Arena Katowice, Katowice Zuschauer: 240 Schiedsrichter: Weijmans, Wolbertus |
| 26. Juni 2025 11:45 Uhr | meiste Tore: Juranić (9) | (14:14)        | meiste Tore: González (7) | Arena Katowice, Katowice Zuschauer: 240 Schiedsrichter: Weijmans, Wolbertus |
| 26. Juni 2025 11:45 Uhr | Strafen: 1× 5×           | Spielstatistik |                           | Arena Katowice, Katowice Zuschauer: 240 Schiedsrichter: Weijmans, Wolbertus |

| 27. Juni 2025 9:30 Uhr | Österreich             | 30:26          | Kroatien                   | Arena Katowice, Katowice Zuschauer: 100 Schiedsrichter: Fotakidis, Kinatzidis |
| 27. Juni 2025 9:30 Uhr | meiste Tore: Budde (8) | (12:7)         | meiste Tore: Ivanković (7) | Arena Katowice, Katowice Zuschauer: 100 Schiedsrichter: Fotakidis, Kinatzidis |
| 27. Juni 2025 9:30 Uhr | Strafen: 4×            | Spielstatistik | Strafen: 6×                | Arena Katowice, Katowice Zuschauer: 100 Schiedsrichter: Fotakidis, Kinatzidis |

| 27. Juni 2025 11:45 Uhr | Frankreich                                | 40:41          | Spanien                   | Arena Katowice, Katowice Zuschauer: 250 Schiedsrichter: Fremstad, Jorstad |
| 27. Juni 2025 11:45 Uhr | meiste Tore: Desblancs, Tighiouart (je 9) | (16:25)        | meiste Tore: González (8) | Arena Katowice, Katowice Zuschauer: 250 Schiedsrichter: Fremstad, Jorstad |
| 27. Juni 2025 11:45 Uhr | Strafen: 1× 2×                            | Spielstatistik | Strafen: 1× 4×            | Arena Katowice, Katowice Zuschauer: 250 Schiedsrichter: Fremstad, Jorstad |

### Finalrunde
Die erst- und zweitplatzierten Mannschaften der Hauptrunde qualifizierten sich für das Viertelfinale.

#### Turnierbaum
|  | Viertelfinale | Viertelfinale | Viertelfinale |  |  | Halbfinale | Halbfinale | Halbfinale |  |  | Finale           | Finale           | Finale           |
|  |               |               |               |  |  |            |            |            |  |  |                  |                  |                  |
|  | I1            | Slowenien     | 33            |  |  |            |            |            |  |  |                  |                  |                  |
|  | III2          | Färöer        | 35            |  |  |            |            |            |  |  |                  |                  |                  |
|  |               |               |               |  |  | III2       | Färöer     | 37         |  |  |                  |                  |                  |
|  |               |               |               |  |  | II1        | Portugal   | 38         |  |  |                  |                  |                  |
|  | II1           | Portugal      | 30            |  |  |            |            |            |  |  |                  |                  |                  |
|  | IV2           | Ägypten       | 26            |  |  |            |            |            |  |  |                  |                  |                  |
|  |               |               |               |  |  |            |            |            |  |  | II1              | Portugal         | 26               |
|  |               |               |               |  |  |            |            |            |  |  | III1             | Dänemark         | 29               |
|  | III1          | Dänemark      | 25            |  |  |            |            |            |  |  |                  |                  |                  |
|  | I2            | Norwegen      | 23            |  |  |            |            |            |  |  |                  |                  |                  |
|  |               |               |               |  |  | III1       | Dänemark   | 40         |  |  |                  |                  |                  |
|  |               |               |               |  |  | II2        | Schweden   | 37         |  |  | Spiel um Platz 3 | Spiel um Platz 3 | Spiel um Platz 3 |
|  | IV1           | Deutschland   | 26            |  |  |            |            |            |  |  | III2             | Färöer           | 27               |
|  | II2           | Schweden      | 32            |  |  |            |            |            |  |  | II2              | Schweden         | 26               |

|  | Spiele um Platz 5 bis 8 | Spiele um Platz 5 bis 8 | Spiele um Platz 5 bis 8 |                  |  | Spiel um Platz 5 | Spiel um Platz 5 | Spiel um Platz 5 |
|  |                         |                         |                         |                  |  |                  |                  |                  |
|  |                         |                         |                         |                  |  |                  |                  |                  |
|  | I1                      | Slowenien               | 30                      |                  |  |                  |                  |                  |
|  | IV2                     | Ägypten                 | 33                      |                  |  | IV2              | Ägypten          | 26               |
|  |                         |                         |                         |                  |  | IV1              | Deutschland      | 27               |
|  |                         |                         |                         |                  |  |                  |                  |                  |
|  |                         |                         |                         | Spiel um Platz 7 |  |                  |                  |                  |
|  | I2                      | Norwegen                | 29                      |                  |  |                  |                  |                  |
|  | IV1                     | Deutschland             | 33                      |                  |  | I1               | Slowenien        | 24               |
|  |                         |                         |                         |                  |  | I2               | Norwegen         | 23               |
|  |                         |                         |                         |                  |  |                  |                  |                  |

#### Viertelfinale
| 26. Juni 2025 18:30 Uhr | Dänemark                         | 25:23          | Norwegen                           | Arena Katowice, Katowice Zuschauer: 485 Schiedsrichter: Konjičanin, Konjičanin |
| 26. Juni 2025 18:30 Uhr | meiste Tore: drei Spieler (je 5) | (11:11)        | meiste Tore: Gram, Wallevik (je 4) | Arena Katowice, Katowice Zuschauer: 485 Schiedsrichter: Konjičanin, Konjičanin |
| 26. Juni 2025 18:30 Uhr | Strafen: 1× 4×                   | Spielstatistik | Strafen: 1× 3×                     | Arena Katowice, Katowice Zuschauer: 485 Schiedsrichter: Konjičanin, Konjičanin |

| 26. Juni 2025 18:30 Uhr | Portugal                  | 30:26          | Ägypten                                 | Arena Sosnowiec, Sosnowiec Zuschauer: 150 Schiedsrichter: Fremstad, Jorstad |
| 26. Juni 2025 18:30 Uhr | meiste Tore: Teixeira (7) | (13:13)        | meiste Tore: Khallaf, El-Battawi (je 6) | Arena Sosnowiec, Sosnowiec Zuschauer: 150 Schiedsrichter: Fremstad, Jorstad |
| 26. Juni 2025 18:30 Uhr | Strafen: 1× 3×            | Spielstatistik | Strafen: 4×                             | Arena Sosnowiec, Sosnowiec Zuschauer: 150 Schiedsrichter: Fremstad, Jorstad |

| 26. Juni 2025 21:00 Uhr | Deutschland           | 26:32          | Schweden                 | Arena Katowice, Katowice Zuschauer: 525 Schiedsrichter: Lemes, Sosa |
| 26. Juni 2025 21:00 Uhr | meiste Tore: Móré (7) | (14:16)        | meiste Tore: Månsson (9) | Arena Katowice, Katowice Zuschauer: 525 Schiedsrichter: Lemes, Sosa |
| 26. Juni 2025 21:00 Uhr | Strafen: 1× 6×        | Spielstatistik | Strafen: 1× 8× 2×        | Arena Katowice, Katowice Zuschauer: 525 Schiedsrichter: Lemes, Sosa |

| 26. Juni 2025 21:00 Uhr | Slowenien               | 33:35          | Färöer                      | Arena Sosnowiec, Sosnowiec Zuschauer: 200 Schiedsrichter: Thiyagarajah, Thiyagarajah |
| 26. Juni 2025 21:00 Uhr | meiste Tore: Anžič (14) | (13:19)        | meiste Tore: Vedelsbol (10) | Arena Sosnowiec, Sosnowiec Zuschauer: 200 Schiedsrichter: Thiyagarajah, Thiyagarajah |
| 26. Juni 2025 21:00 Uhr | Strafen: 6× 1×          | Spielstatistik | Strafen: 6×                 | Arena Sosnowiec, Sosnowiec Zuschauer: 200 Schiedsrichter: Thiyagarajah, Thiyagarajah |

#### Platzierungsspiele 5 bis 8
| 27. Juni 2025 18:30 Uhr | Slowenien              | 30:33          | Ägypten                                   | Arena Sosnowiec, Sosnowiec Zuschauer: 100 Schiedsrichter: Lemes, Sosa |
| 27. Juni 2025 18:30 Uhr | meiste Tore: Anžić (9) | (17:14)        | meiste Tore: Abdelrahim, Abdelhady (je 7) | Arena Sosnowiec, Sosnowiec Zuschauer: 100 Schiedsrichter: Lemes, Sosa |
| 27. Juni 2025 18:30 Uhr | Strafen: 5× 1×         | Spielstatistik | Strafen: 3× 1×                            | Arena Sosnowiec, Sosnowiec Zuschauer: 100 Schiedsrichter: Lemes, Sosa |

| 27. Juni 2025 18:30 Uhr | Norwegen                    | 29:33          | Deutschland            | Arena Katowice, Katowice Zuschauer: 385 Schiedsrichter: Bozhinovski, Nachevski |
| 27. Juni 2025 18:30 Uhr | meiste Tore: Haugstvedt (6) | (13:13)        | meiste Tore: Newel (7) | Arena Katowice, Katowice Zuschauer: 385 Schiedsrichter: Bozhinovski, Nachevski |
| 27. Juni 2025 18:30 Uhr | Strafen: 1× 4× 2×           | Spielstatistik | Strafen: 1× 2×         | Arena Katowice, Katowice Zuschauer: 385 Schiedsrichter: Bozhinovski, Nachevski |

| 29. Juni 2025 12:00 Uhr | Slowenien               | 24:23          | Norwegen                               | Arena Katowice, Katowice Zuschauer: 804 Schiedsrichter: Budzak, Zahradnik |
| 29. Juni 2025 12:00 Uhr | meiste Tore: Dragić (9) | (10:13)        | meiste Tore: Haugstvedt, Haugli (je 5) | Arena Katowice, Katowice Zuschauer: 804 Schiedsrichter: Budzak, Zahradnik |
| 29. Juni 2025 12:00 Uhr | Strafen: 4× 1×          | Spielstatistik | Strafen: 1×                            | Arena Katowice, Katowice Zuschauer: 804 Schiedsrichter: Budzak, Zahradnik |

| 29. Juni 2025 14:30 Uhr | Ägypten               | 26:27          | Deutschland           | Arena Katowice, Katowice Zuschauer: 927 Schiedsrichter: Altmar, Horvath |
| 29. Juni 2025 14:30 Uhr | meiste Tore: Azab (6) | (15:11)        | meiste Tore: Kutz (8) | Arena Katowice, Katowice Zuschauer: 927 Schiedsrichter: Altmar, Horvath |
| 29. Juni 2025 14:30 Uhr | Strafen: 2×           | Spielstatistik | Strafen: 1× 4×        | Arena Katowice, Katowice Zuschauer: 927 Schiedsrichter: Altmar, Horvath |

#### Halbfinale
| 27. Juni 2025 21:00 Uhr | Färöer                    | 37:38 n. 2. V. | Portugal | Arena Sosnowiec, Sosnowiec Zuschauer: 300 Schiedsrichter: Sekulić, Jovandić |
| 27. Juni 2025 21:00 Uhr | (12:15), (29:29), (34:34) |                |          | Arena Sosnowiec, Sosnowiec Zuschauer: 300 Schiedsrichter: Sekulić, Jovandić |
| 27. Juni 2025 21:00 Uhr | Spielstatistik            |                |          | Arena Sosnowiec, Sosnowiec Zuschauer: 300 Schiedsrichter: Sekulić, Jovandić |

| 27. Juni 2025 21:00 Uhr | Dänemark         | 40:37 n. V. | Schweden | Arena Katowice, Katowice Zuschauer: 485 Schiedsrichter: Altmar, Horvath |
| 27. Juni 2025 21:00 Uhr | (18:19), (36:36) |             |          | Arena Katowice, Katowice Zuschauer: 485 Schiedsrichter: Altmar, Horvath |
| 27. Juni 2025 21:00 Uhr | Spielstatistik   |             |          | Arena Katowice, Katowice Zuschauer: 485 Schiedsrichter: Altmar, Horvath |

#### Spiel um Platz 3
| 29. Juni 2025 17:00 Uhr | Färöer                  | 27:26          | Schweden                  | Arena Katowice, Katowice Zuschauer: 1480 Schiedsrichter: Fabryczny, Rawicki |
| 29. Juni 2025 17:00 Uhr | meiste Tore: Mittún (9) | (12:12)        | meiste Tore: Månsson (10) | Arena Katowice, Katowice Zuschauer: 1480 Schiedsrichter: Fabryczny, Rawicki |
| 29. Juni 2025 17:00 Uhr | Strafen: 1×             | Spielstatistik | Strafen: 1× 4×            | Arena Katowice, Katowice Zuschauer: 1480 Schiedsrichter: Fabryczny, Rawicki |

#### Finale
| 29. Juni 2025 19:30 Uhr | Portugal                 | 26:29          | Dänemark                  | Arena Katowice, Katowice Zuschauer: 2455 Schiedsrichter: Konjičanin, Konjičanin |
| 29. Juni 2025 19:30 Uhr | meiste Tore: Brandão (6) | (10:14)        | meiste Tore: Pedersen (9) | Arena Katowice, Katowice Zuschauer: 2455 Schiedsrichter: Konjičanin, Konjičanin |
| 29. Juni 2025 19:30 Uhr | Strafen: 1× 5× 1×        | Spielstatistik | Strafen: 1× 3×            | Arena Katowice, Katowice Zuschauer: 2455 Schiedsrichter: Konjičanin, Konjičanin |

## Auszeichnungen
- Bester Spieler (Most Valuable Player, MVP): Óli Mittún [9]

All-Star-Team
| LA: Noah Martinsson |                   | KM: Moaz Azab          |                     | RA: Magnus Pedersen |
|                     | RL: João Lourenço |                        | RR: Nikolaj Larsson |                     |
|                     |                   | RM: Axel Månsson       |                     |                     |
|                     |                   | TW: Diogo Rêma Marques |                     |                     |